# Hoy Nueva York
Hoy Nueva York es un diario en español que se distribuye gratuitamente en Nueva York (EE. UU.) de lunes a viernes. Tiene una circulación de 59.130 copias y 211.581 lectores diarios (según CAC AR en marzo de 2006 ).

## Hoy Nueva York Fin de Semana
Hoy Nueva York, que se distribuye de lunes a viernes, tiene una versión para el fin de semana que se llama "Hoy Nueva York Fin de Semana" que se distribuye los sábados, también gratuitamente. Se trata de un suplemento completo que ofrece entretenimiento y el contenido relevante que buscan los hispanos para el fin de semana.

## Historia
Hoy Nueva York se fundó en 1998 a través de "Tribune Company". 
En el 2007 el diario y su publicación de fin de semana son adquiridas por ImpreMedia, el mayor editor de periódicos en español de Estados Unidos.

## Hoyinternet
Hoy Nueva York se encuentra en Internet en hoyinternet.com, portal que engloba los diarios de Hoy Nueva York, Hoy Chicago y Hoy Los Ángeles.
Sus secciones principales son:
1. Noticias Locales de Nueva York
2. Noticias Locales de Los Ángeles
3. Noticias Locales de Chicago
4. Noticias de la Nación y el Mundo.
5. América Latina.
6. Vida Hoy
7. Deportes
8. Negocios
9. Inmigración
10. Salud
11. Hoy Versión Móvil